# 末広タクシー (和歌山県)
末広タクシー株式会社（すえひろタクシー）は、和歌山県有田郡有田川町に本社を置く、タクシー及びバス事業者である。

## 路線バス
- 有田川町コミュニティバスの、金屋地区路線の運行を受託している。※詳細は『有田川町コミュニティバス』の項を参照
- 2022年3月31日現在、路線バスとして2台の車両を保有している[2]。

## 乗合タクシー

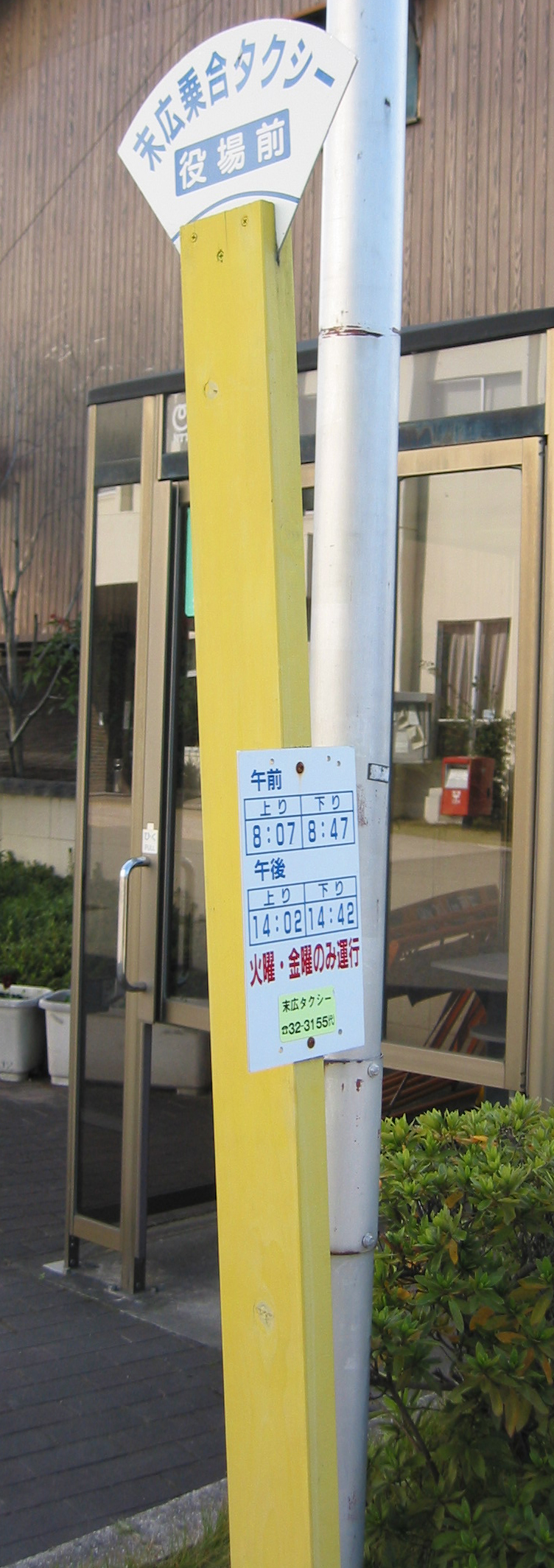
乗合タクシーの停留所（2006年当時）

有田川町内にて、以下の乗合タクシー路線を運行している。

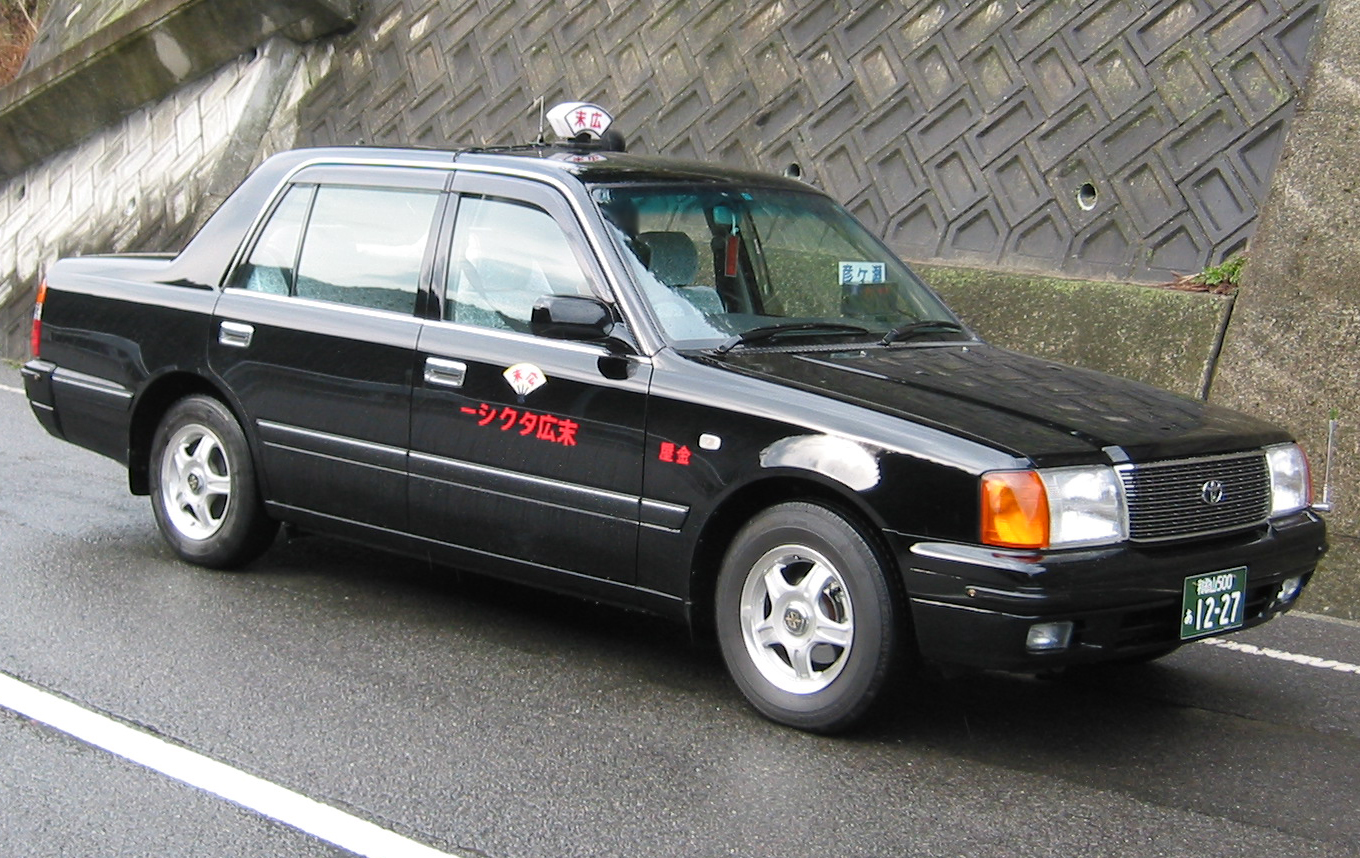
乗合タクシーの車両（2006年当時）

- 金屋口 - 彦ヶ瀬
  - 火曜・金曜のみの運行。